# 성서중학교 (대구)
성서중학교(城西中學校)는 대한민국 대구광역시 달서구 용산동에 있는 공립 중학교이다.

## 학교 연혁
- 1969년 11월 7일 : 성서중학교 설립인가(12학급)
- 1970년 3월 1일 : 초대 최종태 교장 부임
- 1970년 3월 3일 : 제1학년 246명 입학
- 1970년 3월 20일 : 개교식 거행
- 1973년 1월 20일 : 제1회 졸업 (231명)
- 1999년 2월 24일 : 달서구 장기동 50번지에서 용산동 948번지로 교사 신축 이전
- 2002년 12월 24일 : 교사 증ㆍ개축 공사 완공(특별교실 4실 증축, 교실 8실 개축)
- 2006년 6월 22일 : 성원관(다목적교실) 개관
- 2020년 2월 10일 : 급식소 현대화 공사 및 학생식당 완공
- 2022년 2월 9일 : 제50회 졸업식(219명, 누계 16,875명)
- 2022년 3월 1일 : 제25대 이일형 교장 부임
- 2022년 3월 2일 : 제53회 입학식(244명 9학급)

## 학교 위치
- 1970년 3월 1일 ~ 1999년 2월 23일 : 달서구 달구벌대로 1429-11 (장기동 / 現 대구장성초등학교)
- 1999년 2월 24일 ~ (현재) : 달서구 용산서로 63 (용산동)

## 참고 자료
- 성서중학교 - 한국교육학술정보원 학교알리미